# Gerbido
Gerbido is een plaats (frazione) in de Italiaanse gemeente Grugliasco.